# Matsubarichthys inusitatus
Matsubarichthys inusitatus is een straalvinnige vissensoort uit de familie van fluweelvissen (Aploactinidae). De wetenschappelijke naam van de soort is voor het eerst geldig gepubliceerd in 1991 door Poss & Johnson.